# Wulfila albus
Wulfila albus là một loài nhện trong họ Anyphaenidae.
Loài này thuộc chi Wulfila. Wulfila albus được Cândido Firmino de Mello-Leitão miêu tả năm 1945.